# Persea anomala
Persea anomala är en lagerväxtart som beskrevs av Britton & Wilson. Persea anomala ingår i släktet avokador, och familjen lagerväxter. Inga underarter finns listade i Catalogue of Life.